# Kurt Röthlisberger
Kurt Röthlisberger (Suhr, 21 maggio 1951) è un ex arbitro di calcio svizzero.

## Biografia
Vanta una carriera ricca di blasone, giunta ad altissimi livelli a partire dal 1988, quando venne designato per le Olimpiadi di Seul (diresse Svezia-Germania Ovest e il quarto di finale Brasile-Argentina) e per la finale degli Campionato europeo di calcio Under-21. Nel 1990 partecipò per la prima volta al Campionato mondiale di calcio, dove diresse anche il quarto di finale Argentina-Jugoslavia (oltre a Stati Uniti-Cecoslovacchia e Inghilterra-Egitto). Vanta anche la direzione di una semifinale di Coppa delle Coppe (Juventus-Barcellona nella stagione 1990-1991), mentre nel 1992 fu agli europei di calcio in Svezia dove arbitrò Scozia-CSI e svolse le funzioni di quarto ufficiale nella finale Danimarca-Germania, diretta dal connazionale Bruno Galler. Nel 1993 dirige la finale di Coppa dei Campioni tra Olympique Marsiglia e Milan e la finale di Supercoppa Europea tra Parma e Milan. Nel 1994 fu scelto per il Campionato mondiale di calcio 1994, dove gli toccarono Messico-Irlanda e l'ottavo di finale Germania-Belgio.

## Controversie

### USA '94
Al campionato del mondo 1994, nell'ottavo di finale Germania-Belgio a Chicago, Röthlisberger balzò agli onori della cronaca per non aver concesso ai belgi un netto rigore per un fallo da ultimo uomo di Helmer (che, già ammonito, avrebbe dovuto essere espulso); l'arbitro lasciò correre tra le proteste dei giallorossi, salvo poi ammettere pubblicamente l'errore due giorni più tardi, col Belgio ormai eliminato.

### Pubblicità col marchio FIFA
Nel 1995 venne sospeso dai massimi organismi calcistici, poiché sorpreso ad utilizzare il marchio della FIFA nella campagna pubblicitaria a sostegno della sua candidatura al Parlamento elvetico.

### Radiazione per corruzione
Nel 1996 venne accusato, e per questo radiato dall'UEFA, in seguito al caso di corruzione che lo coinvolse: in particolare, Röthlisberger cercò di convincere l'arbitro bielorusso Vadzim Žuk, suo amico anch'egli sospeso, ad accomodare il risultato della partita di Coppa dei Campioni 1996-1997 tra Auxerre e Grasshoppers, a favore di questi ultimi.